# Đội tuyển bóng đá trong nhà quốc gia Kuwait
Đội tuyển bóng đá trong nhà quốc gia Kuwait đại diện cho Kuwait  tại các giải đấu bóng đá trong nhà (futsal) quốc tế do Hiệp hội bóng đá Kuwait điều hành.

## Huấn luyện viên
- Hossein Shams (2003-2006)
- Fonseca Luis (Không rõ)

## Giải đấu

### Giải vô địch bóng đá trong nhà thế giới
| Giải vô địch thế giới | Giải vô địch thế giới | Giải vô địch thế giới | Giải vô địch thế giới | Giải vô địch thế giới | Giải vô địch thế giới | Giải vô địch thế giới | Giải vô địch thế giới |
| Năm                   | Vòng                  | Pld                   | W                     | D*                    | L                     | GS                    | GA                    |
| --------------------- | --------------------- | --------------------- | --------------------- | --------------------- | --------------------- | --------------------- | --------------------- |
| 1989                  | Không tham dự         | –                     | –                     | –                     | –                     | –                     | –                     |
| 1992                  | Không đủ điều kiện    | –                     | –                     | –                     | –                     | –                     | –                     |
| 1996                  | Không tham dự         | –                     | –                     | –                     | –                     | –                     | –                     |
| 2000                  | Không tham dự         | –                     | –                     | –                     | –                     | –                     | –                     |
| 2004                  | Không tham dự         | –                     | –                     | –                     | –                     | –                     | –                     |
| 2008                  | Không tham dự         | –                     | –                     | –                     | –                     | –                     | –                     |
| 2012                  | Vòng 1                | 3                     | 1                     | 0                     | 2                     | 8                     | 13                    |
| 2016                  | Bị loại               | –                     | –                     | –                     | –                     | –                     | –                     |
| 2020                  | Bị loại               | –                     | –                     | –                     | –                     | –                     | –                     |
| Tổng                  | Tổng                  | 3                     | 1                     | 0                     | 2                     | 8                     | 13                    |

### Cúp bóng đá trong nhà châu Á
| Giải vô địch châu Á | Giải vô địch châu Á | Giải vô địch châu Á | Giải vô địch châu Á | Giải vô địch châu Á | Giải vô địch châu Á | Giải vô địch châu Á | Giải vô địch châu Á |
| Năm                 | Vòng                | Pld                 | W                   | D*                  | L                   | GS                  | GA                  |
| ------------------- | ------------------- | ------------------- | ------------------- | ------------------- | ------------------- | ------------------- | ------------------- |
| 1999                | Không tham dự       | –                   | –                   | –                   | –                   | –                   | –                   |
| 2000                | Không tham dự       | –                   | –                   | –                   | –                   | –                   | –                   |
| 2001                | Tứ kết              | 5                   | 2                   | 0                   | 3                   | 14                  | 32                  |
| 2002                | Tứ kết              | 5                   | 2                   | 1                   | 2                   | 26                  | 14                  |
| 2003                | Hạng tư             | 6                   | 2                   | 1                   | 3                   | 28                  | 32                  |
| 2004                | Tứ kết              | 4                   | 2                   | 0                   | 2                   | 31                  | 16                  |
| 2005                | Second Round        | 6                   | 3                   | 0                   | 3                   | 27                  | 19                  |
| 2006                | Vòng bảng           | 3                   | 0                   | 1                   | 2                   | 9                   | 14                  |
| 2007                | Vòng bảng           | 3                   | 1                   | 0                   | 2                   | 5                   | 14                  |
| 2008                | Vòng bảng           | 3                   | 0                   | 0                   | 3                   | 4                   | 27                  |
| 2010                | Vòng bảng           | 3                   | 0                   | 0                   | 3                   | 5                   | 15                  |
| 2012                | Tứ kết              | 4                   | 2                   | 1                   | 1                   | 17                  | 7                   |
| 2014                | Hạng tư             | 6                   | 3                   | 0                   | 3                   | 18                  | 15                  |
| 2016                | Disqualified        | –                   | –                   | –                   | –                   | –                   | –                   |
| 2018                | Không tham dự       | –                   | –                   | –                   | –                   | –                   | –                   |
| Tổng                | Tổng                | 48                  | 17                  | 4                   | 27                  | 184                 | 203                 |

### Cúp Liên đoàn các châu lục
| Cúp Liên đoàn các châu lục | Cúp Liên đoàn các châu lục | Cúp Liên đoàn các châu lục | Cúp Liên đoàn các châu lục | Cúp Liên đoàn các châu lục | Cúp Liên đoàn các châu lục | Cúp Liên đoàn các châu lục | Cúp Liên đoàn các châu lục | Cúp Liên đoàn các châu lục |
| Năm                        | Vòng                       | Pld                        | W                          | D*                         | L                          | GS                         | GA                         | DIF                        |
| -------------------------- | -------------------------- | -------------------------- | -------------------------- | -------------------------- | -------------------------- | -------------------------- | -------------------------- | -------------------------- |
| 2009                       | Did not enter              | –                          | –                          | –                          | –                          | –                          | –                          | –                          |
| 2013                       | Did not enter              | –                          | –                          | –                          | –                          | –                          | –                          | –                          |
| 2014                       | First Round                | 3                          | 0                          | 0                          | 3                          | 6                          | 15                         | −9                         |
| Tổng                       | Tổng                       | 3                          | 0                          | 0                          | 3                          | 6                          | 15                         | −9                         |

## Thành tích
- GCC Futsal Cup:2
  - 2013, 2015